# Géza Kalocsay
Géza Kalocsay (Beregszász, 30 de maio de 1913 - ?, 26 de setembro de 2008) foi um futebolista e treinador húngaro-checo que atuava como atacante.

## Carreira
Géza Kalocsay fez parte do elenco da Seleção Checoslovaca de Futebol, na Copa de 1934, não atuando. 

## Títulos
- Copa do Mundo: Vice - 1934